# Giro di Sardegna 1975
Il Giro di Sardegna 1975, diciottesima edizione della corsa, si svolse dal 22 al 26 febbraio 1975 su un percorso di 744 km, suddiviso su 5 tappe, l'ultima suddivisa in due semitappe, con partenza da Roma e arrivo a Oristano. La vittoria fu appannaggio del belga Eddy Merckx, che completò il percorso in 19h59'07", precedendo l'italiano Italo Zilioli e il norvegese Knut Knudsen.

## Tappe
| Tappa  | Data        | Percorso                       | km    | Vincitore di tappa       | Leader cl. generale |
| ------ | ----------- | ------------------------------ | ----- | ------------------------ | ------------------- |
| 1ª     | 22 febbraio | Roma > Bracciano               | 139   | Roger De Vlaeminck       | Roger De Vlaeminck  |
| 2ª     | 23 febbraio | Alghero > Alghero              | 135   | Eddy Merckx              | Eddy Merckx         |
| 3ª     | 24 febbraio | Sassari > Santa Teresa Gallura | 145,6 | Patrick Sercu            | Eddy Merckx         |
| 4ª     | 25 febbraio | Palau > Nuoro                  | 170,4 | Roger De Vlaeminck       | Eddy Merckx         |
| 5ª-1   | 26 febbraio | Nuoro > Monte Spada            | 41    | Gianbattista Baronchelli | Eddy Merckx         |
| 5ª-2   | 26 febbraio | Monte Spada > Oristano         | 113   | Roger De Vlaeminck       | Eddy Merckx         |
| Totale | Totale      | Totale                         | 744   |                          |                     |

## Dettagli delle tappe

### 1ª tappa
- 22 febbraio: Roma > Bracciano – 139 km

Risultati
| Pos. | Corridore          | Squadra  | Tempo    |
| ---- | ------------------ | -------- | -------- |
| 1    | Roger De Vlaeminck | Brooklyn | 3h46'05" |
| 2    | Rik Van Linden     | Bianchi  | s.t.     |
| 3    | Patrick Sercu      | Brooklyn | s.t.     |

| Pos. | Corridore          | Squadra  | Tempo |
| ---- | ------------------ | -------- | ----- |
| 1    | Roger De Vlaeminck | Brooklyn | ?     |

### 2ª tappa
- 23 febbraio: Alghero > Alghero – 135 km

Risultati
| Pos. | Corridore         | Squadra  | Tempo    |
| ---- | ----------------- | -------- | -------- |
| 1    | Eddy Merckx       | Molteni  | 3h02'35" |
| 2    | Ercole Gualazzini | Brooklyn | s.t.     |
| 3    | Marcello Osler    | Brooklyn | s.t.     |

| Pos. | Corridore   | Squadra | Tempo |
| ---- | ----------- | ------- | ----- |
| 1    | Eddy Merckx | Molteni | ?     |

### 3ª tappa
- 24 febbraio: Sassari > Santa Teresa Gallura – 145,6 km

Risultati
| Pos. | Corridore      | Squadra   | Tempo    |
| ---- | -------------- | --------- | -------- |
| 1    | Patrick Sercu  | Brooklyn  | 4h16'07" |
| 2    | Rik Van Linden | Bianchi   | s.t.     |
| 3    | Marino Basso   | Magniflex | s.t.     |

| Pos. | Corridore   | Squadra | Tempo |
| ---- | ----------- | ------- | ----- |
| 1    | Eddy Merckx | Molteni | ?     |

### 4ª tappa
- 25 febbraio: Palau > Nuoro – 170,4 km

Risultati
| Pos. | Corridore          | Squadra  | Tempo    |
| ---- | ------------------ | -------- | -------- |
| 1    | Roger De Vlaeminck | Brooklyn | 4h39'20" |
| 2    | Enrico Paolini     | Scic     | s.t.     |
| 3    | Eddy Merckx        | Molteni  | s.t.     |

| Pos. | Corridore   | Squadra | Tempo |
| ---- | ----------- | ------- | ----- |
| 1    | Eddy Merckx | Molteni | ?     |

### 5ª tappa, 1ª semitappa
- 26 febbraio: Nuoro > Monte Spada – 41 km

Risultati
| Pos. | Corridore       | Squadra   | Tempo    |
| ---- | --------------- | --------- | -------- |
| 1    | Gi. Baronchelli | Scic      | 1h11'14" |
| 2    | Eddy Merckx     | Molteni   | a 10"    |
| 3    | Italo Zilioli   | Magniflex | a 28"    |

| Pos. | Corridore   | Squadra | Tempo |
| ---- | ----------- | ------- | ----- |
| 1    | Eddy Merckx | Molteni | ?     |

### 5ª tappa, 2ª semitappa
- 26 febbraio: Monte Spada > Oristano – 113 km

Risultati
| Pos. | Corridore          | Squadra  | Tempo    |
| ---- | ------------------ | -------- | -------- |
| 1    | Roger De Vlaeminck | Brooklyn | 3h04'11" |
| 2    | Patrick Sercu      | Brooklyn | s.t.     |
| 3    | Rik Van Linden     | Bianchi  | s.t.     |

| Pos. | Corridore     | Squadra   | Tempo     |
| ---- | ------------- | --------- | --------- |
| 1    | Eddy Merckx   | Molteni   | 19h59'07" |
| 2    | Italo Zilioli | Magniflex | a 48"     |
| 3    | Knut Knudsen  | Jollj C.  | a 1'06"   |

## Classifiche finali

### Classifica generale
| Pos. | Corridore             | Squadra               | Tempo     |
| ---- | --------------------- | --------------------- | --------- |
| 1    | Eddy Merckx           | Molteni               | 19h59'07" |
| 2    | Italo Zilioli         | Magniflex-Olmo        | a 48"     |
| 3    | Knut Knudsen          | Jollj Ceramica        | a 1'06"   |
| 4    | Antoon Houbrechts     | Bianchi-Campagnolo    | s.t.      |
| 5    | Willy De Geest        | Brooklyn              | a 2'25"   |
| 6    | Luciano Borgognoni    | Zonca-Santini         | s.t.      |
| 7    | Cees Priem            | Frisol-G.B.C.-Gazelle | a 4'08"   |
| 8    | Marcello Osler        | Brooklyn              | a 4'25"   |
| 9    | Giacinto Santambrogio | Bianchi-Campagnolo    | a 4'49"   |
| 10   | Roger De Vlaeminck    | Brooklyn              | a 5'59"   |